# Ulica Na Gródku w Krakowie
Ulica Na Gródku – ulica w Krakowie, w dzielnicy I Stare Miasto, na Starym Mieście.
Obecna ulica jest śladem dawnej już nieistniejącej uliczki biegnącej wzdłuż murów miejskich, która w średniowieczu otaczała całe miasto. Uliczka ta prowadziła od Bramy Nowej (brama znajdowała się w pobliżu obecnej ul. Siennej) do ul. Mikołajskiej. Po ufundowaniu w 1621 roku przez Annę z Branickich Lubomirską klasztoru sióstr dominikanek z prostym, barokowym kościołem Matki Boskiej Śnieżnej roku ulica została zamknięta kamienicą posiadającą dziś adres Mikołajska 19. Zamknięcie to jednak nie powodowało zablokowania ruchu na ulicy, gdyż przez kamienicę poprowadzony był przejazd czynny do XIX wieku. Obecnie ulica kończy się ślepo. W 2010 roku podczas remontu tej kamienicy odbito od niej zewnętrzną warstwę tynku i obecnie widoczne jest w murze wyraźne miejsce po starej bramie.
Początkowo ulica nie posiadała żadnej oficjalnej nazwy. W 1880 roku miała nosić nazwę ul. św. Rocha brak jednak potwierdzenia zaistnienia tej nazwy w źródłach miejskich ani też na oficjalnych planach miasta. Akta Miejskie z końca XIX w. określają tę ulicę jako Uliczka miejska na Gródku obecną nazwę nadano ulicy formalnie w 1910 roku.

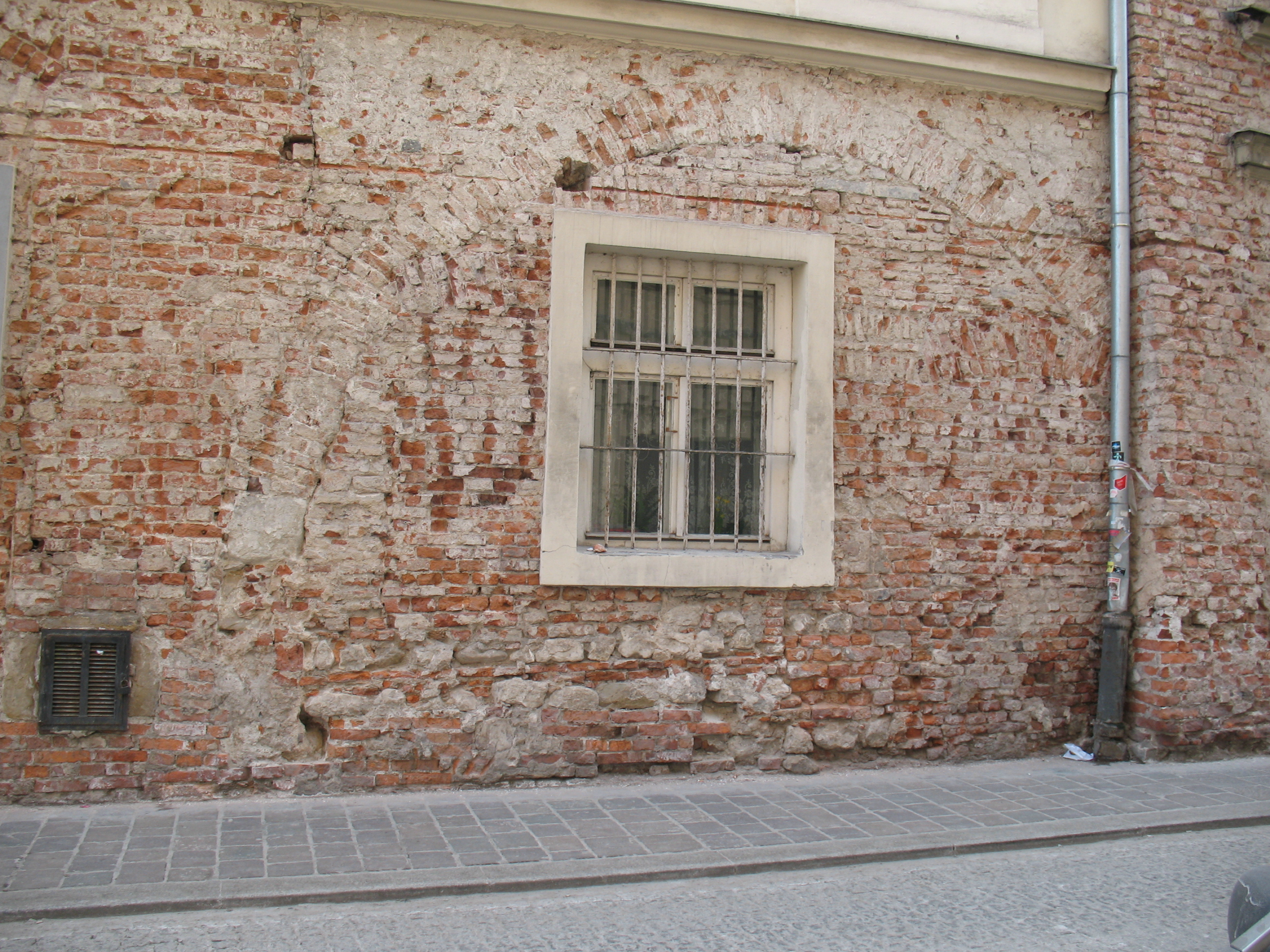
Odsłonięty mur kamienicy przy ul. Mikołajskiej. Widoczny jest zarys portalu bramy łączącej niegdyś ul. Na Gródku z ulicą Mikołajską.